# Crislam en Nigeria

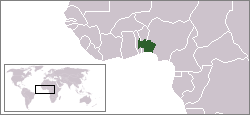
Ubicación de Yorubalandia en el suroeste de Nigeria, origen del Movimiento crislam

El crislam hace referencia a una expresión cristiana del islam, que se originó como un sincretismo religioso que abarca un conjunto de prácticas islámicas y cristianas en Nigeria; en particular, se refiere a la serie de movimientos religiosos que fusionaron la práctica religiosa musulmana y cristiana durante la década de 1970 en Lagos (Nigeria), la ciudad más poblada del país.  Los precursores de este movimiento religioso fueron el pueblo yoruba en el suroeste de Nigeria.  El crislam va en contra de la visión convencional del islam y el cristianismo como dos religiones separadas y exclusivas, buscando puntos en común entre ambas religiones y promoviendo una unión inclusiva entre ambas.  El crislam también ocupa un espacio geográfico distintivo: a menudo se entiende que Nigeria está polarizada geográfica y religiosamente, con un Norte predominantemente musulmán y un Sur predominantemente cristiano.
Para contextualizar, Nigeria está dividida religiosamente principalmente entre musulmanes y cristianos. Es el país más poblado de África, con más de 200 millones de habitantes. Musulmanes y cristianos representan cada uno aproximadamente la mitad de la población total.   Las diferencias y la falta de tolerancia religiosa entre musulmanes y cristianos en Nigeria ha favorecido durante mucho tiempo las tensiones socioculturales en el país. Aunque esto ha abonado un terreno político para enfrentamientos religiosos y étnicos, también ha requerido que musulmanes y cristianos coexistan durante mucho tiempo en el país africano. Si bien los musulmanes y cristianos nigerianos han experimentado períodos de violencia extremista, sectaria e interreligiosa, los musulmanes y cristianos también han experimentado períodos prolongados de armonía social y paz.
Existe una antología limitada sobre los estudios del crislam, en gran parte debido a su número relativamente pequeño de seguidores, predominantemente concentrados en Lagos y sus alrededores. Algunos de los hallazgos más destacados han sido descubiertos por los especialistas Dr. Marloes Janson, Birgit Meyer, Mustapha Bello y el profesor Corey L. Williams. Janson define al crislam como un "conjunto"  de prácticas religiosas, afirmando que el concepto religioso subyacente de crislam es que "ser musulmán o cristiano por sí solo no es suficiente para garantizar el éxito en este mundo y en el más allá".  Como resultado, el crislam combina prácticas musulmanas y cristianas. Asimismo, este movimiento ha sido descrito como un fenómeno único en Nigeria, que refleja las divisiones religiosas del país y la historia de enfrentamientos religiosos entre grupos musulmanes y cristianos. 

## Orígenes en Yorubalandia

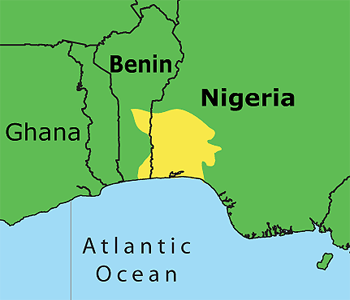
Mapa donde se encuentran asentados los pueblos yoruba

EL crislam ocupa un espacio geográfico particular, siendo pionero en la región Yorubalandia, étnicamente diversa y altamente poblada. Yorubalandia es conocida como una región cultural, con una población con un notable grado de afinidad cultural.  La región se extiende desde el suroeste nigeriano, pasando por la República de Benín y hasta el centro de Togo. La continua mezcla de pueblos étnicos en la tierra de los yorubas precede a la colonización y a las fronteras actuales de Nigeria, Togo y Benín.  Yorubalandia está habitada por tres grupos étnicos principales: los pueblos yoruba, aja e ìbààbá.  Como resultado de ello, la tolerancia cultural e interétnica ha sido un rasgo característico de la región. Según el profesor D. Laitin, "los yorubas musulmanes y cristianos se ven a sí mismos culturalmente como yorubas en lugar de musulmanes o cristianos"  y otorgan un mayor grado de valor a la etnicidad común por encima de las afiliaciones religiosas. Por lo tanto, el crislam ha podido prosperar en Yorubalandia como un fenómeno yoruba, mediante el cual las identidades étnicas compartidas hacen posible la mezcla religiosa. 
Aunque la distinción cultural ha experimentado cambios, en Yorubalandia esta particularidad se mantiene vigente, ya que la interacción social y étnica no ha derivado en la pérdida de las características distintivas de cada grupo. En cambio, los grupos continúan siendo identificables y coexisten en una región étnica densamente poblada y con un alto nivel de interacción. 

## Tensiones entre musulmanes y cristianos en Nigeria
La cuestión de la Sharia en Nigeria intensificó considerablemente los conflictos entre las comunidades musulmana y cristiana a finales de la década de 1970, tras la transición del país de un gobierno militar a uno civil y la adopción de una nueva constitución.  La pregunta en 1978 era si Nigeria adoptaría una constitución secular o suscribiría la ley Sharia.  Dada la división relativamente pareja de la población musulmana de Nigeria—que constituye casi el 50%   de la población—, la viabilidad de la ley Sharia era incierta para el Estado nigeriano. Esto creó un conflicto con la población cristiana de Nigeria, así como con otras religiones minoritarias que se oponían a la adopción de la ley Sharia. 
El Consejo Militar Supremo nombró el Comité de Redacción Constitucional, que propuso la función de un Tribunal Federal de Apelación de la Sharia.  Esto se remonta al período de gobierno indirecto bajo los británicos, quienes ayudaron a racionalizar un sistema judicial islámico en el Norte desde 1933 en adelante.  Tras el fin de la era colonial, la ley penal Sharia fue reemplazada por un código penal secular integral para la nación recién independizada.  A partir de entonces, el Tribunal de Apelación se limitó a casos civiles entre litigantes musulmanes y ya no existía un tribunal de apelación final para asuntos relacionados con la ley Sharia.  Esto sirvió como un movimiento político estratégico para limitar el poder unificado de los estados del Norte; establecer la ley Sharia en el Norte habría requerido una existencia política reconocida por el Estado de una Región Norte legalmente distinta. 
Asimismo, la división Norte-Sur del país significó que el establecimiento de la Sharia habría servido como contrapeso al poder económico y social concentrado del Sur.   Por su parte el Sur, que nunca ha practicado la ley Sharia, captó la mayoría de los empleos en la administración pública y el comercio durante el período colonial.  La adopción de la ley Sharia sirvió como una afirmación simbólica de la influencia del Norte en la Constitución y como palanca contra el poder económico y administrativo del Sur.  El debate sobre la Sharia resultó en una ola de explosividad política y religiosa, con temores y conspiraciones de una República Islámica consolidada en el Norte.  La Constitución de 1979 eliminó todas las disposiciones relativas a un Tribunal Federal de Apelaciones de la Sharia. 

### Factores socioeconómicos
El conflicto musulmán-cristiano también se ha atribuido a diversos agravios socioeconómicos que son producto de las condiciones coloniales y poscoloniales. La disparidad de la brecha de riqueza entre el norte predominantemente musulmán y el sur cristiano de Nigeria tiene sus raíces en la época colonial, cuando los británicos favorecían el surgimiento de una élite gobernante cristiana.   Esta clase de élite pasó a controlar gran parte de la economía poscolonial, centrándose gran parte de la economía de Nigeria en el sur, en las principales ciudades como la capital, Abuja. 
El suroeste de Yorubalandia constituye una excepción a la división geográfica entre musulmanes y cristianos, ya que existe como una vecindad religiosamente plural. Yorubalandia está habitada por musulmanes, cristianos y practicantes de la religión tradicional yoruba, que han coexistido durante siglos y están relativamente mezclados entre la población.[cita requerida]
En paralelo, el conflicto entre musulmanes y cristianos se ha desarrollado también en los espacios de los estudiantes de educación superior de todo el país. En 1987, los cristianos pertenecientes a la Federación de Estudiantes Cristianos de la Facultad de Educación de Kafanchan, Kaduna, organizaron lo que llamaron la "Misión '87 en el Campus de Jesús",  Esto fue colocado en una pancarta en la entrada de la universidad, para reafirmar el campus como un espacio religioso cristiano.  Los estudiantes musulmanes procedieron a quitar la pancarta y comenzaron a protestar por un discurso pronunciado en el campus por un musulmán converso al cristianismo.  Los estudiantes musulmanes afirmaron que el musulmán converso estaba malinterpretando los versos coránicos y desacreditando las enseñanzas de Mahoma. Esta lucha religiosa se extendió luego más allá del campus universitario, lo que provocó violencia entre estudiantes musulmanes y cristianos en los centros urbanos del norte y centro de Nigeria.  Los campus universitarios siguieron siendo un foco de tensiones entre musulmanes y cristianos en los años posteriores.[cita requerida]

### Influencia del pentecostalismo nigeriano
El ascenso del pentecostalismo en Nigeria ha contribuido al inicio del crislam y al cambiante panorama religioso en el país.  El pentecostalismo fue iniciado por el personal universitario y los estudiantes en los centros urbanos de Nigeria en la década de 1970, y es visto como un producto de una mayor educación superior y un crecimiento urbano impulsado por los ingresos del petróleo.  El surgimiento del pentecostalismo nigeriano comenzó en la década de 1970, durante una era particularmente próspera para el sur de Nigeria debido al auge petrolero de la década de 1970.   En el sur, surgió una clase élite que se benefició, participó en un consumo conspicuo y formó una red conectada de clase alta.  Esto intensificó aún más las brechas de riqueza en la sociedad nigeriana, y los líderes pentecostales condenaron abiertamente la acumulación de riqueza. 
En consecuencia, cuando la crisis económica de la década de 1980 llevó al continente a una recesión económica y el rápido deterioro de las condiciones políticas, un número cada vez mayor de nigerianos se volvió hacia el pentecostalismo en busca de orientación y fundamento.  El pentecostalismo tenía un atractivo particular debido a su enseñanza del potencial de " nacer de nuevo " como cristianos a través del encuentro con Jesús.  La promesa de nacer de nuevo proporcionó a muchos nigerianos una base espiritual y optimismo en medio de la devastación económica.  Además, el pentecostalismo nigeriano alejó a muchos seguidores de las principales iglesias protestantes, católicas y africanas independientes.  Esto contribuyó aún más a la polarización y las divisiones religiosas en el país, con conflictos entre sectas cristianas y religiones no cristianas. 
Las tensiones entre musulmanes y cristianos en la década de 1970 se caracterizan por campañas principalmente juveniles y de demonización mutua, que utilizan la retórica para enfrentar a cada grupo contra el otro.  La teología pentecostal condenó las prácticas curativas islámicas, los rituales sufíes y los símbolos islámicos. El pentecostalismo también jugó un papel destacado en la oposición a la ley Sharia y alimentó conspiraciones para una toma islámica del continente en 2005.  Además, el pentecostalismo nigeriano reiteró la retórica de "una batalla de vida o muerte con el enemigo",  que fue ampliamente interpretada como una referencia a una batalla contra los musulmanes. Los musulmanes respondieron con el surgimiento del Islam reformista, pidiendo un resurgimiento y una estricta adhesión a las tradiciones islámicas. Esto incluyó el aumento de campañas de proselitismo y el reflejo de la retórica de los grupos pentecostales a través de una retórica difamatoria contra los cristianos.  

## Desarrollo

### Primera ola: Ifeoluwa (desde 1976)
El primer movimiento del crislam documentado se remonta a un hombre yoruba llamado Tela Tella.  En general, se sabe que Tella era originalmente musulmán antes de sus revelaciones que requirieron su carrera como predicador al crislam. Ifeoluwa se traduce del yoruba como "La Misión del Amor de Dios", que Tella usa para referirse a su misión en el crislam. Al igual que el islam, Ifeoluwa se basa en cinco pilares: "amor", "misericordia", "alegría", "buenas obras" y "verdad". 
El credo Ifeoluwa dice: 
Dios nuestro, el Creador, escúchanos. 
Oh Dios, bendice al Profeta Isa (Jesucristo) 
y al noble Profeta (Mahoma). 
Oh Dios, bendice al Samsindeen (Saka) 
y al noble Profeta Oke Tude. 
Líbranos, líbranos de la enfermedad, 
Oke Tude, líbranos. 
Marloes Janson es uno de los especialistas en el estudio del crislam en Nigeria y ha realizado una extensa investigación en el área que incluye entrevistas directas y transcripciones de los sermones de Tella. Según Janson, Tella se refiere a sí mismo como "un instrumento en manos de Dios"  y que Dios se comunica con él a través de revelaciones divinas. Tella dirige servicios para una pequeña congregación en Lagos, que se reúne semanalmente los sábados. Tella explica que no quiso realizar servicios los viernes porque se inclinaba hacia la fe musulmana, ni los domingos por temor a favorecer la fe cristiana.  El servicio del sábado tiene lugar en el templo de Tella, que Janson describe como "un edificio blanco parecido a un garaje con en el centro un altar colorido que está separado del lugar de oración donde, como en una mezquita, la congregación se sienta en el suelo".  Se cantan canciones de adoración musulmanas y cristianas, se consultan el Corán y la Biblia, y las oraciones combinan elementos musulmanes y cristianos. El sermón se pronuncia en yoruba e inglés.  Además del servicio semanal del sábado, el viernes se lleva a cabo un servicio del Espíritu Santo que constituye una reunión de oración que dura toda la noche. Una vez al año se realiza una peregrinación al “Monte Autoridad”, la cual tiene una duración de 3 días de oración y ayuno ininterrumpidos. Tella afirma que al igual que los musulmanes tienen La Meca y los cristianos tienen Jerusalén, el lugar sagrado de peregrinación de los crislamistas es el Monte Autoridad, que fue divinamente elegido por Dios. 
Tella afirma que las Sagradas Escrituras del islam y el cristianismo son "incompletas y contienen algunas imprecisiones".  Por lo tanto, Tella está trabajando en la compilación del Libro Ifeoluwa, que será el último Libro Sagrado que contenga sus revelaciones divinas.  Las enseñanzas de Tella se centran en la cercanía del Islam y el cristianismo, y en cómo Dios no ama una religión sobre la otra. 

#### Membresía Ifeoluwa
Para convertirse en miembro de Ifeoluwa, los recién aceptados deben pasar un rito de iniciación que requiere años de entrenamiento espiritual.  El Rito de Iniciación implica la observancia de 80 reglas y regulaciones que describen estrictamente un estilo de vida moral crislam, incluidos códigos de vestimenta como las prácticas de cubrirse la cabeza en el islam y restricciones alimentarias basadas en el Antiguo Testamento.  Luego, los iniciados avanzan a lo largo de una serie de rangos religiosos, cada uno de los cuales está simbolizado por cinturones de colores que se usan sobre túnicas blancas. Los iniciados también deben ayunar los viernes, el día más sagrado del calendario musulmán, para obtener cercanía espiritual con Dios.[cita requerida]

### Segunda oleada: Oke Tude (desde 1989)
En 1989, el Dr. Samsindeen Saka afirmó haber fundado su propio movimiento del crislam. El nombre yoruba Oke Tude se traduce como "La montaña de la pérdida de la esclavitud",  en alusión al discurso pentecostal de la liberación. Oke Tude estipula que el progreso en la vida es inhibido por poderes malignos que mantienen a las personas atrapadas en la esclavitud de Satanás . Al igual que Tella, Saka también era un ex musulmán antes de su renacimiento como crislamista. Después de regresar de una peregrinación Hajj a La Meca, se sintió inspirado para lanzar su nuevo ministerio. 
Tude es el ritual religioso de la "corrida de la liberación", durante el cual los fieles corren 7 veces alrededor de una réplica de la Kaaba que contiene un pozo de agua bendita, mientras gritan "Allahu Akbar" y "Aleluya". Se cree que ejecutar la liberación liberará a los individuos de las fuerzas del mal y permitirá la posesión del Espíritu Santo. 
Un programa especial de la PBS, transmitido en 2008, presentó un sermón de una pequeña iglesia en Lagos (Nigeria). Al hablar de sus revelaciones divinas, Saka afirmó que "entonces hubo mucha gente que se suicidó en Nigeria hace 19 años. Así que estaba orando y acostado y el Señor me dijo: 'Haz las paces entre musulmanes y cristianos'".
Saka opera su principal centro de adoración crislam en Lagos, con tres sucursales más pequeñas de Oke Tude en Lagos, tres en Abuja, una en Ibadan y una casa de confraternidad en Londres.  Los sermones aluden tanto al Corán como a la Biblia, e incluyen canciones y danzas de adoración, y los sermones de Saka, que él llama conferencias.   Además, Saka enfatiza los orígenes compartidos de las dos religiones como religiones abrahámicas. En el especial de PBS de 2008, Saka le dice a su congregación que " Abraham tiene muchos hijos y es el padre del islam y el padre del cristianismo. ¿Por qué están peleando musulmanes y cristianos?" 
El himno de Oke Tude dice:
Dios nuestro, el Creador, escúchanos.
Oh Dios, bendice al profeta Isa (Jesús)
Y el noble Profeta (Muhammad)
Oh Dios, bendice a Samsindeen (Saka)
Y al noble Profeta Oke Tude
Líbranos, líbranos de la enfermedad,
Oke Tude, líbranos.

#### Membresía Oke Tude
Para convertirse en miembro de Oke Tude, no es necesaria la conversión de afiliaciones religiosas anteriores.  Los iniciados deben comprar o adquirir una copia de la Biblia y el Corán, y se espera que ejecuten Tude durante 7 días consecutivos.  Durante la iniciación, los nuevos miembros a veces se alojan temporalmente en la casa de huéspedes Oke Tude, dirigida por Saka y que le sirve como fuente adicional de ingresos. 
Oke Tude también ofrece una salida espiritual especial para las mujeres que buscan tener hijos. Muchas mujeres que no han podido concebir se han unido a Oke Tude debido a su promesa de destruir el "yugo de la esterilidad"  a través de rituales de oración específicos. Además, Oke Tude ha atraído a muchos jóvenes desempleados y con problemáticas socioeconómicas del área de Lagos, gracias a las oportunidades de pequeños préstamos, oportunidades comerciales y conexiones de redes sociales que ofrece Saka. 

## Sociedad Ogbómòsó del Crislam (OSC)
Una de las versiones más nuevas y conocidas del movimiento proviene de la Sociedad Ogbómòsó del Crislam (OSC), fundada en 2005. La sociedad fue iniciada por un pequeño grupo de estudiantes universitarios y afirma haberse formado como una "visión de Dios".  Hoy en día, el grupo tiene más de 200 miembros activos y enseña que el islam, el cristianismo y las religiones indígenas africanas se derivan de la misma fuente y deben reunirse en un solo movimiento religioso.  La OSC enfatiza lo que ellos consideran un "espíritu de acomodación",  trabajando para sintetizar textos y tradiciones de las religiones musulmana, cristiana y africana tradicional. Durante el servicio semanal, la OSC consulta el Corán, la Biblia y el Odu Ifá (el corpus literario yoruba) y se invoca al unísono "El Dios de África, Jesús y Mahoma".  Un credo litúrgico frecuente de la OSC dice: "No hay más Dios que Dios y una sola religión. Hay muchos profetas y divinidades pero un solo Dios". 
La OSC reitera las misiones crislamistas del pasado, al tiempo que enfatiza un enfoque sincrético que reúne las religiones tradicionales africanas en la misma medida que los elementos musulmanes y cristianos.  Además, la misión enfatiza que hay un Dios global que une todas las religiones, aunque existen muchos profetas y divinidades para difundir la palabra de Dios. Los rituales incluyen Yemaya Wudu, que incorpora la práctica islámica de lavarse como preparación para la oración y el culto, y la fusiona con la práctica bautismal cristiana y la oración a Yemoja, una diosa del río yoruba. 

## Violencia religiosa contemporánea
El crislam sirve como contrapeso a la violencia prolongada y actual entre grupos musulmanes y cristianos en Nigeria. Tanto Tella como Saka predican la necesidad de amor entre musulmanes y cristianos en una era de violencia.  En el reporte de la PBS de 2008, Saka le dice a su congregación que "Abraham tiene muchos hijos y es el padre del islam y el padre del cristianismo. ¿Por qué están peleando musulmanes y cristianos?"  en alusión a la creciente violencia entre musulmanes y cristianos como resultado de Boko Haram. 

Mapa de la insurgencia de Boko Haram concentrada en el noreste de Nigeria

## Religiones sincréticas en África
El sincretismo religioso ha sido un fenómeno en toda África desde la expansión del islam y el cristianismo por todo el continente. La mezcla de religiones tradicionales africanas y megarreligiones globales ha existido desde la colonización, ya que la llegada del islam y el cristianismo nunca borró la práctica de las religiones tradicionales.  Además, la tradición politeísta ha sido común en todo el continente, lo que ha propiciado el surgimiento del pluralismo religioso. 
El crislam no se ha considerado un fenómeno inusual en África, aunque mantiene un seguimiento religioso marginal. "Espiritualidad sin fronteras"  es un término acuñado por la antropóloga de la Universidad de Míchigan Mara Leichtman, y se refiere a la fluidez religiosa dentro del contexto africano. Por ejemplo, no es raro en toda África ver a musulmanes encendiendo velas para la Virgen María, o creer en Jesús y rezar a múltiples profetas, algo que Leichtman recuerda haber presenciado durante su tiempo de investigación en Senegal.  En Nigeria, también se sabe que los pueblos igbo practican el sincretismo religioso mediante la fusión del cristianismo y sus religiones tradicionales.  De manera similar, en Nigeria también se ha visto un sincretismo entre los musulmanes igbo y las religiones tradicionales africanas antes del surgimiento del crislam, particularmente en el estado de Lagos. 